# Alfredo de Vilhena Valladão
Alfredo de Vilhena Valladão (Campanha, MG, 11 de setembro de 1873 - Rio de Janeiro, 17 de novembro de 1959), filho do Senador Gomes Valladão e de D. Maria Amália de Vilhena Valladão, foi um jornalista, advogado, professor e ministro do Tribunal de Contas da União.

## Biografia
Além de ter sido jornalista desde 1901, foi Professor da Faculdade de Direito de Minas Gerais e da Faculdade de Direito da Universidade do Brasil, no Rio de Janeiro. Era Ministro aposentado do Tribunal de Contas da União, cargo que havia exercido de 1916 a 1935, e foi 1º Vice-Presidente do Instituto Histórico e Geográfico Brasileiro (IHGB), que o homenageou com o título de Grande Benemérito.
Entrou em 1905, como representante do Ministério Público, para o Tribunal de Contas da União, órgão recém-instituído pela Constituição de 1891, a primeira da República, dedicando-se a escrever trabalhos de doutrina sobre os principais temas do Tribunal, formulando as reformas que se faziam necessárias na jurisprudência. Em [[1908 fez parte do Congresso Jurídico Brasileiro, sustentando na Seção de Direito Civil a doutrina de unificação do Direito privado. Na Seção de Direito Comercial manifestou-se contrário à atribuição conferida pela Carta Magna de 1891 aos Estados, de legislarem sobre o Direito Processual.
Jurista de elevada competência, foi nessa área o autor do "Projeto do Código de Águas e da Indústria Hidrelétrica", contando também, entre suas obras, com "Rios Públicos e Particulares", "Direito das Águas" e "Ministério Público".
Como historiador, publicou "Campanha da Princesa", "Da Aclamação à Maioridade", "Vultos Nacionais" e "Brasil e Chile na Época do Império, Amizade sem Exemplo".
Pelos relevantes serviços prestados ao País, teve seu nome inscrito no Livro do Mérito, tendo recebido a Medalha da Ordem da Inconfidência de Minas Gerais e a de Grande Oficial da Ordem do Mérito do Chile.
Após longa enfermidade, o Ministro Alfredo Valladão faleceu na Casa de Saúde São Sebastião, no bairro carioca do Catete, em 17 de novembro de 1959, aos 86 anos de idade.